# Espinosàurids
Els espinosàurids (Spinosauridae) constitueixen una família de dinosaures teròpodes que visqueren al període Cretaci. La majoria d'espinosàurids eren grans depredadors bípedes amb cranis allargats similars als dels cocodrils i presentaven dents còniques amb denticles petits o absents. El nom d'aquesta família fa al·lusió a la típica estructura en forma de vela que sobresortia de l'esquena d'algunes de les espècies. La funció de la vela encara es discuteix, però una explicació força popular diu que la devien utilitzar com a termoregulador o per a fer fugir possibles atacants.
Les restes fòssils d'aquestes espècies s'han trobat a Àfrica, Europa, Amèrica del sud i Àsia.

## Descripció
Els espinosàurids exhibien cranis superficialment similars al dels cocodrils moderns. S'alimentaven de peixos igual que d'una àmplia varietat d'animals petits i/o de mitja grandària, entre els quals es pot esmentar als pterosaures. Un exemple d'aquesta depredació ho conforma un espècimen de Baryonyx, el qual va ser descobert amb escates de peixos i restes parcialment digerides d'un Iguanodon jove en la seva cavitat estomacal.

## Classificació
- Baryonychinae
  - Baryonyx
  - Cristatusaurus (=Baryonyx?)
  - Protathlitis[1]
  - Suchosaurus (=Baryonyx?)
  - "Weenyonyx" (nomen nudum; =Baryonyx?)?[2]
  - Ceratosuchopsini
    - Ceratosuchops
    - Riparovenator
    - Suchomimus
- Spinosaurinae
  - Ichthyovenator
  - Irritator
  - Oxalaia (=Spinosaurus?)
  - Siamosaurus
  - Spinosaurini
    - Sigilmassasaurus (=Spinosaurus?)
    - Spinosaurus

- Espinosàurids indeterminats
  - Camarillasaurus
  - Iberospinus
  - Sinopliosaurus [sic] fusuiensis[3]
  - Vallibonavenatrix
  - "Vectispinus"[4] (nomen nudum[5])